# 新兴郡 (建安)
新兴郡，中国古代的郡。
东汉建安二十年（215年）置，治所在九原县（今山西省忻州市）。辖境相当今山西省五台山以南，滹沱河、云中山以东，南至忻州市、盂县等地。包括忻州市、五台、盂县、定襄县及原平县东部与代县东南部地区。西晋后辖境渐小。下辖五县：九原、定襄、云中、广牧、晋昌，9000户。元康中改为晋昌郡，寻复旧。北魏永安中改为永安郡，治所在定襄县（今山西省定襄县）。北齐废。
隋朝开皇初年、义宁中又分楼烦郡秀荣县置新兴郡，领秀容一县，唐朝武德元年（618年）改置为忻州。